# Apamea epomidion
Apamea epomidion là một loài bướm đêm trong họ Noctuidae.

## Hình ảnh

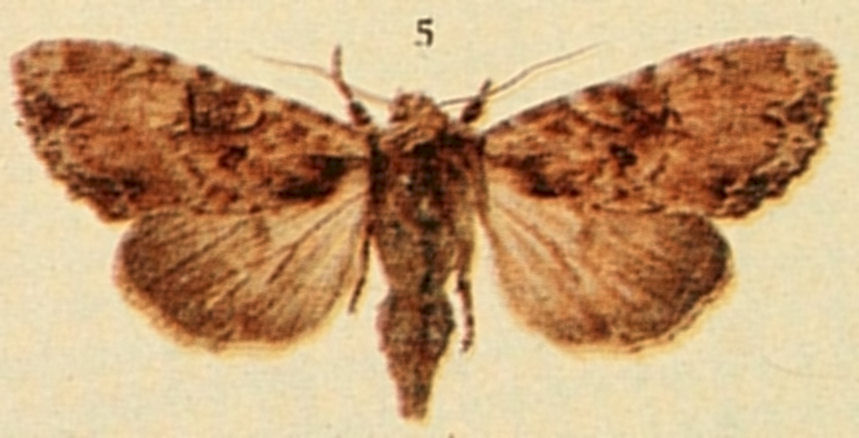
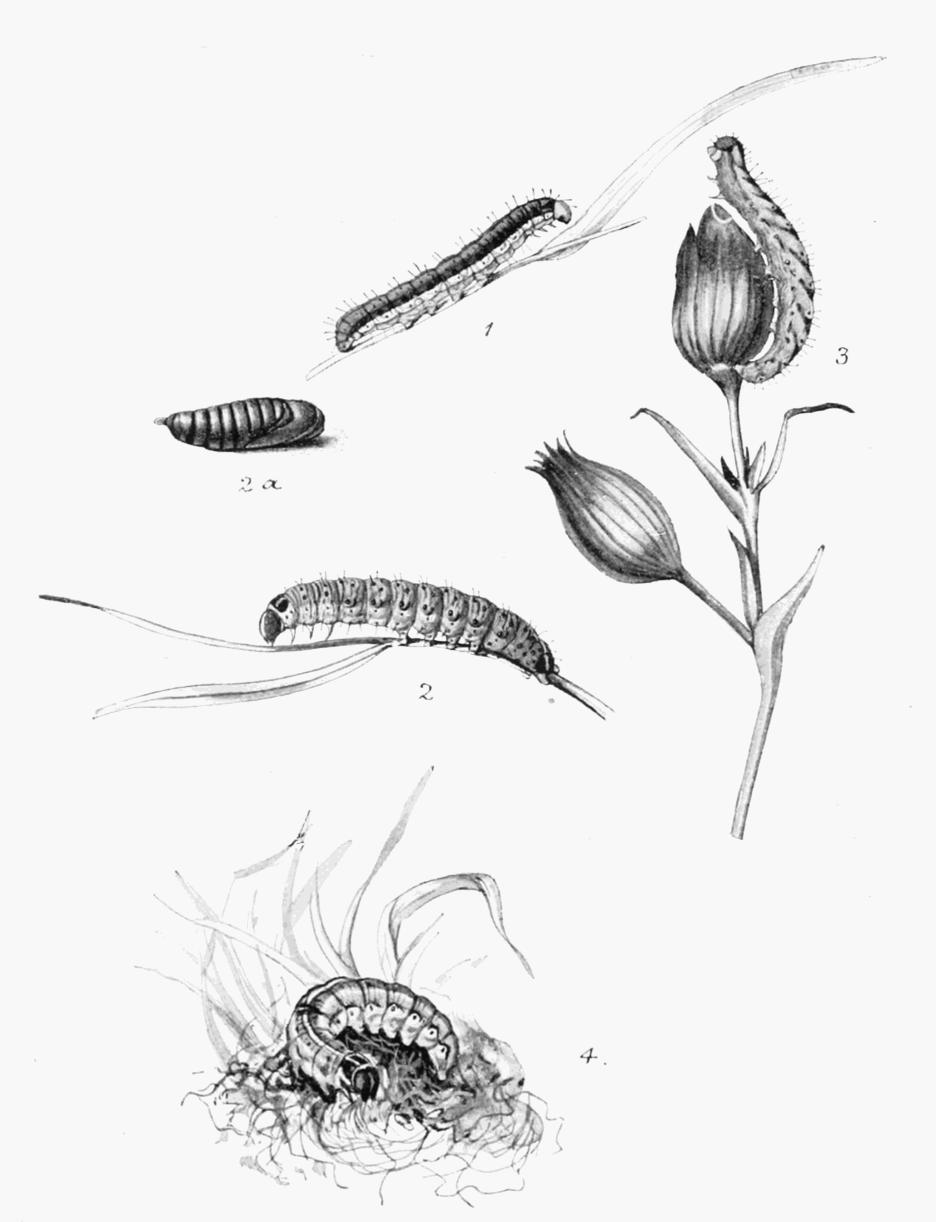
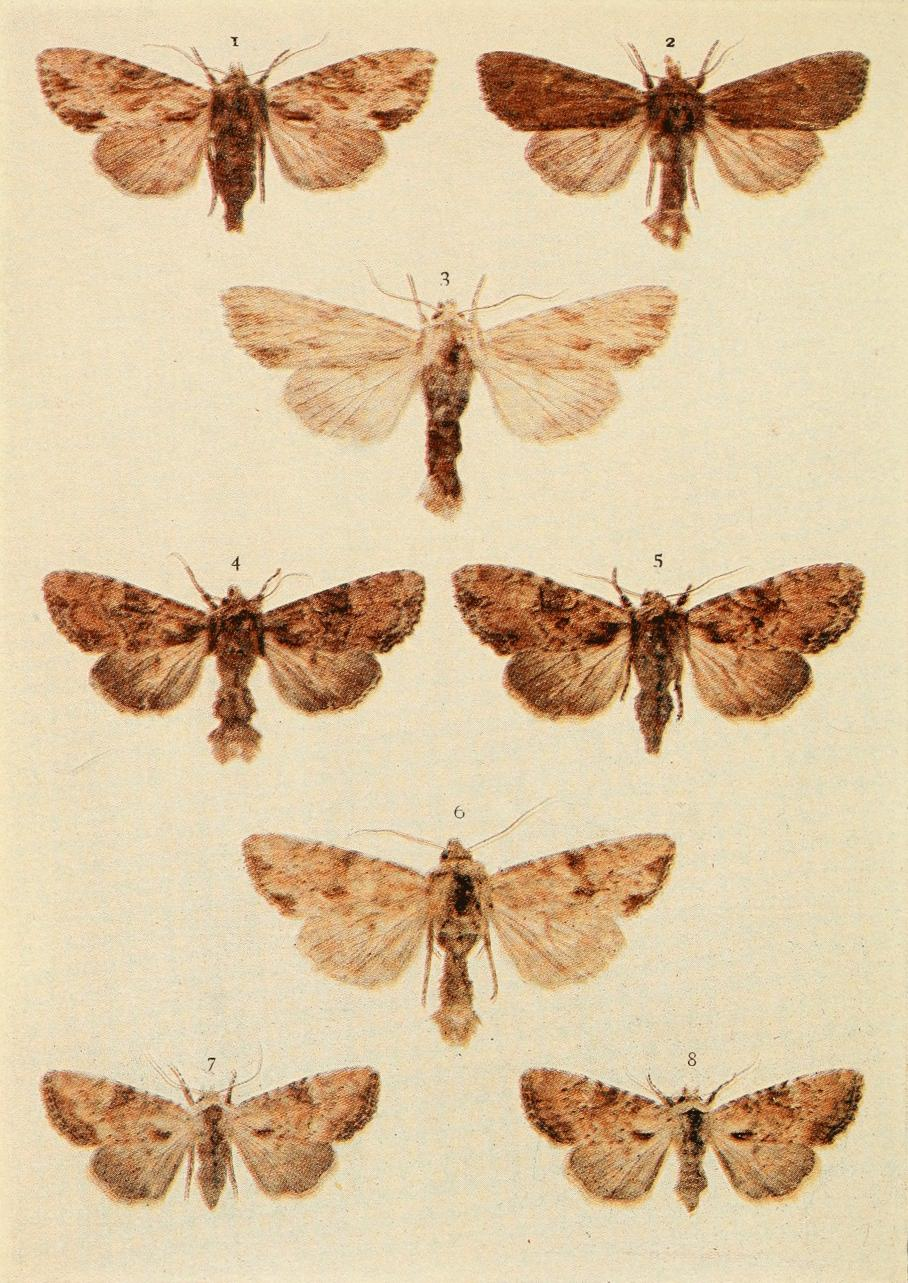